# 威海市第四中学

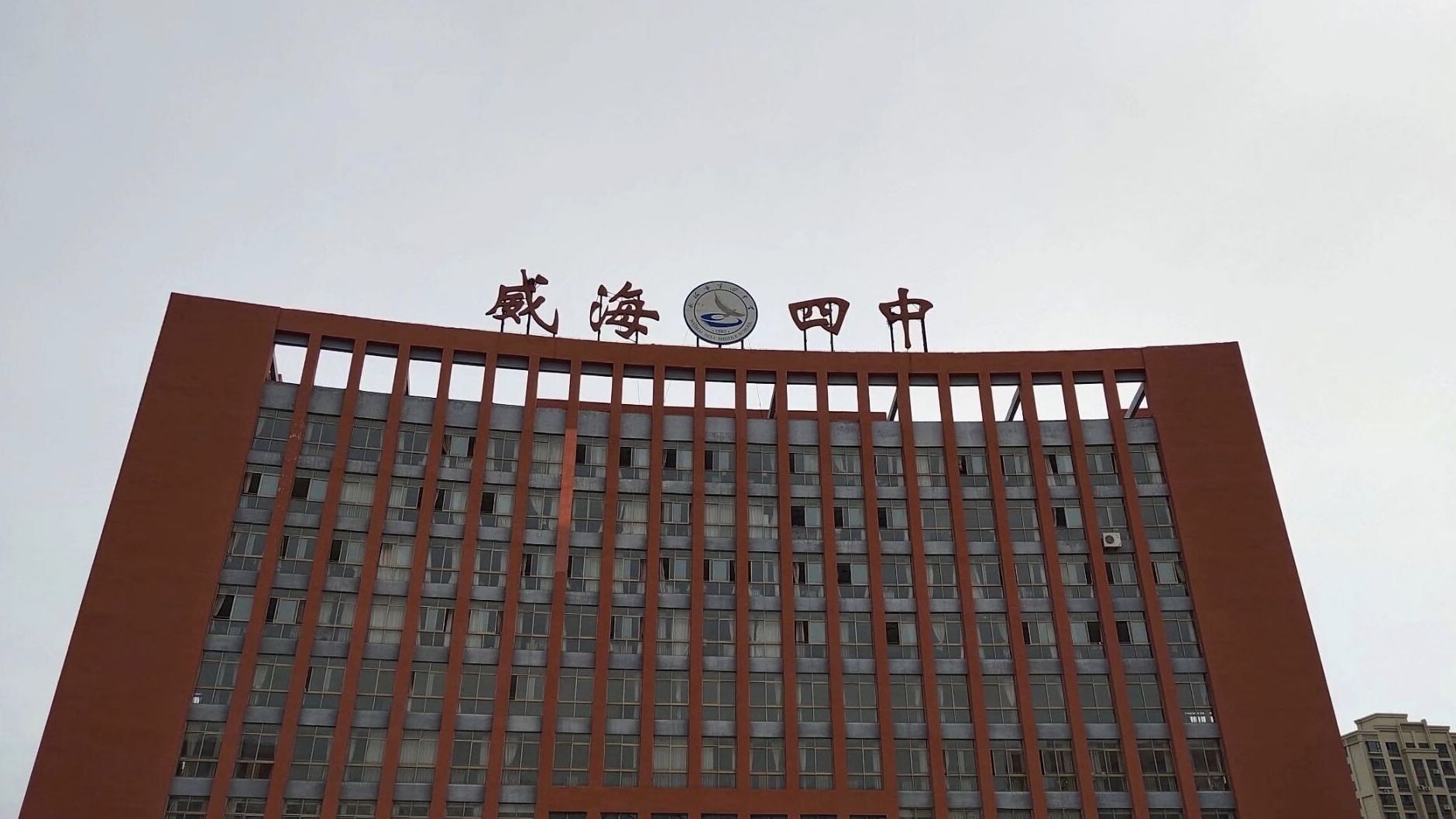
これは威海四中の教学棟です。

山東省威海市第4中学（SHANDONGSHENGWEIHAISHIDISIZHONGXUE)は、1960年に設立され、威海工業新区の泰州路に所在し、質の高い教育を提供する国立学校である。

## 海外留学
2014年から、海外への留学活動を始めた。2015年3月1日から16日まで、シドニーとメルボルンで、異国体験を通じて、そこでの風習、学校の特別な学習方法や教育資源に触れることで経験を積み重ね、知識を学んでいくという目標が立た。

## 2020外国語リスニングテスト
1月8日の朝、10,572人の候補者がその日の試験を受けた。 10時20分ごろ、受験者は試験室を出た後の試験問題は難しいことではないと一般的に言っており、満点を得ることを望んでいる。このテストは、「新カレッジ入試」ポリシーの実施後、私たちの州で最初のテストである。 前年度とは異なり、リスニング試験と筆記試験を区別するこの外国語は、試験時間を1月8日の朝に進めるだけでなく、30点満点で2回連続して編成される。 最初のテストは9時に始まり、2番目のテストは9:55に始まる。各テストの所要時間は約20分である。受験者は、最も高いスコアを選択して、大学入試の合計スコアに含めることができる。 この形式の試験は、受験者にとってより助けになる。

## 試験前の準備
2020年7月5日の朝、学校の指導者はさまざまな準備を監督および検査した。 候補者により良いサービスを提供するために、学校は試験中に食堂のレシピをチェックし、市場の監督と管理部門と連絡を取り、意見を聞き、料理を最適化し、栄養を確保する。

## 食品安全
夏が近づくにつれ、食中毒のリスクが高まる。 威海第4中学校は、夏の学校における食中毒の予防と管理をさらに強化するために、2020年7月2日の朝に特別作業会議を開催した。 飲料水の安全管理を強化し、学生の食品安全の広報と教育を強化し、緊急時の対応と情報の報告をうまく行い、予防と管理のタスクを効果的に行う。